# 9M83

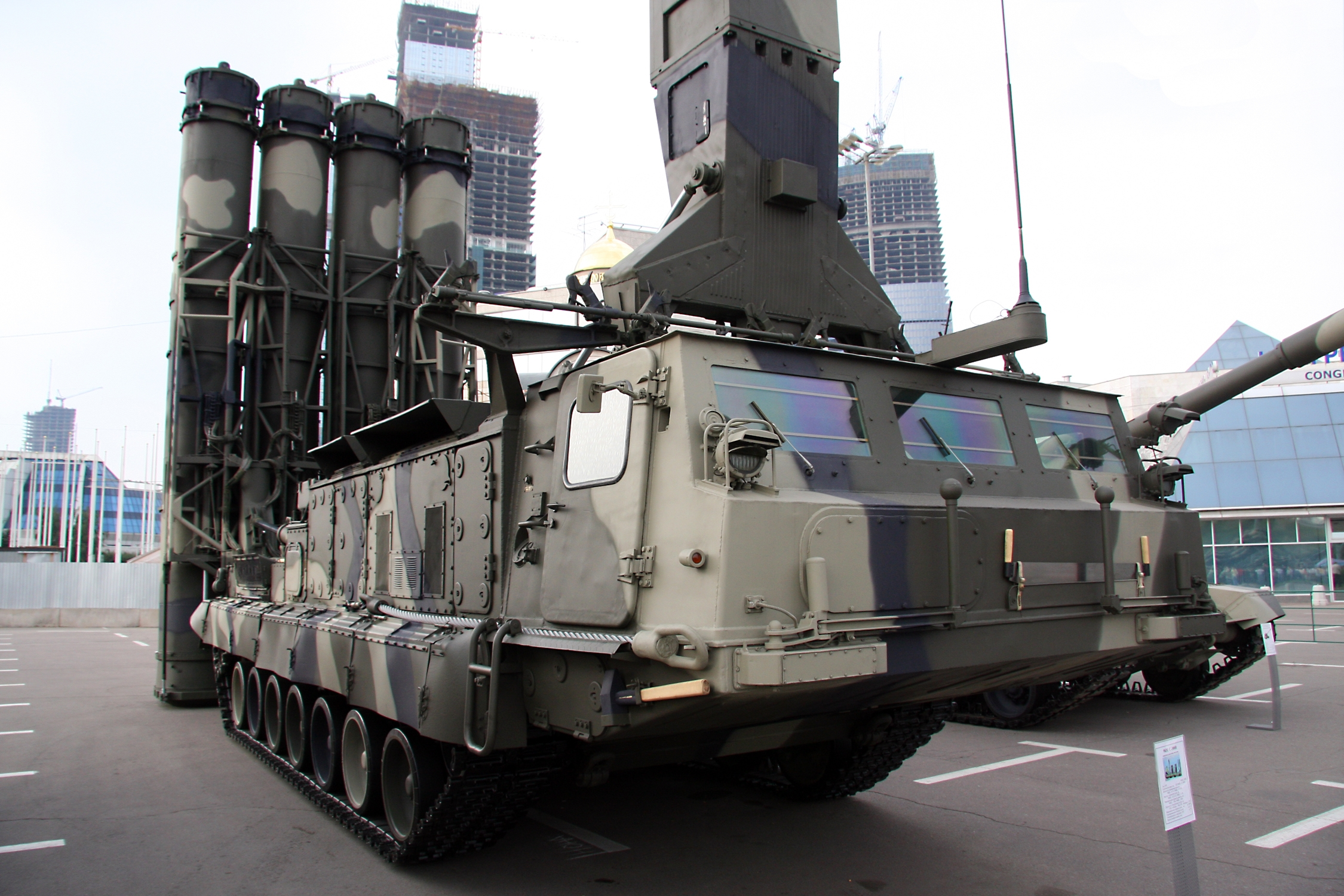
Start- und Transportfahrzeug 9A83

9M83 ist eine zweistufige russische Flugabwehrrakete, die im Lenkwaffensystem S-300W zusammen mit der 9M82 verwendet wird.

## Geschichte
Zu Beginn der Entwicklung des Boden-Luft-Raketenabwehrsystems S-300 stellte sich heraus, dass sich aus den unterschiedlichen Anforderungen an die Luftverteidigung von Einrichtungen auf dem Gebiet der UdSSR und an die Luftverteidigung von sowjetischen Truppen in Europa die Notwendigkeit von zwei verschiedenen Luftabwehrsystemen ergab. Die sowjetischen Truppen in Europa sahen sich Atomraketen von kurzer und mittlerer Reichweite wie der MGM-52 Lance und der Pershing gegenüber; diese Raketen waren keine Bedrohung für das eigentliche Gebiet der Sowjetunion. Da solche ballistische Ziele schnelle Ziele sind, mit geringem RCS und ohne die Möglichkeit der elektronischen Kampfführung, ist für deren Bekämpfung eine selbstlenkende Rakete am besten geeignet. Andererseits ist für die Abwehr von Flugzeugen und Marschflugkörpern unter den Bedingung einer elektronischen Kampfführung eine Raketenlenkung vom Boden aus besser geeignet. Aus diesem Grunde wurden von den Luftverteidigungstruppen der Bodenstreitkräfte (Armee) die S-300W und von den sowjetischen Luftverteidigungkräften die S-300P eingesetzt. Die Flugbahn einer Rakete, die vom Boden aus gelenkt wird, ist besser als die einer selbstlenkenden Rakete, da sie mit kleinerer g-Kraft fliegt und dadurch einen geringeren Geschwindigkeitsverlust hat. Um diesen Verlust zu kompensieren, wurde beschlossen, ein zweistufiges System für die selbstlenkende Rakete des S-300W zu verwenden. Die Rakete 5W55 sowie die 48N6 für S-300P sind einstufig, haben allerdings annähernd gleiche Flugeigenschaften wie die 9M83.

## Technik

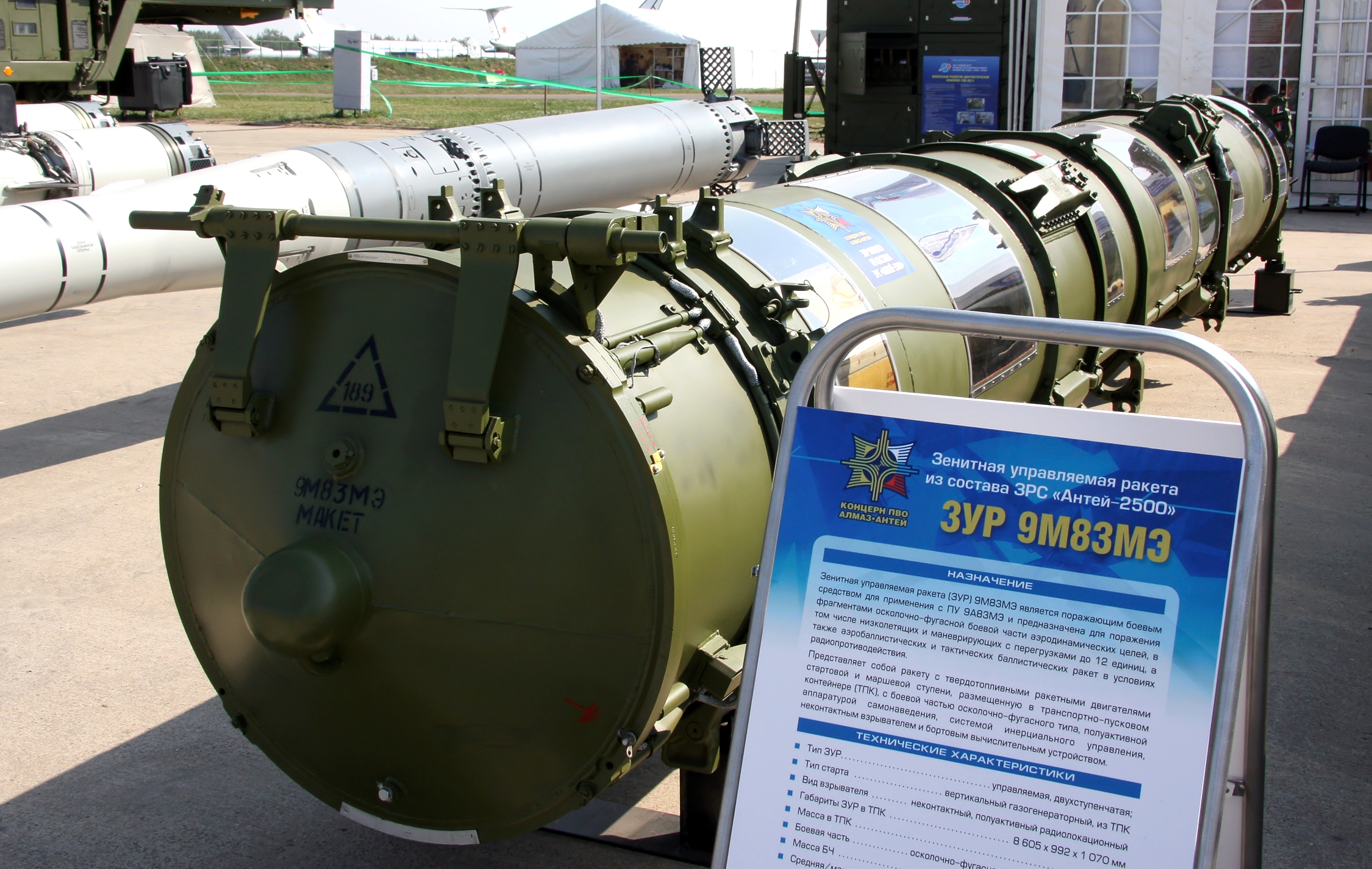
9M83ME im Transportbehälter

Die 9M83-Rakete soll hauptsächlich zum Abfangen ballistischer Kurzstreckenraketen dienen. Darüber hinaus kann sie Flugzeuge und Marschflugkörper bekämpfen. Sie wird durch eine Gasladung senkrecht aus einem Start- und Transportbehälter nach oben ausgestoßen (sogenannter Kaltstart). Erst in rund 40 m Höhe wird der Raketenmotor der ersten Stufe gezündet. Innerhalb von durchschnittlich fünf Sekunden (5,05 +1,35/−0,94 s.) erreicht die 9M83 eine Geschwindigkeit von rund 1.200 m/s. Nach dem Ausbrennen des Boosters wird dieser abgesprengt und das Raketentriebwerk der 1.213 kg schweren zweiten Stufe nach 13,86 +3,35/−2,7 s. gezündet. Dadurch beschleunigt sie auf 1.600–1.700 m/s. Die zweite Stufe ist identisch mit der der 9M82. Es besteht die Möglichkeit, die Zündung der zweiten Stufe beim Einsatz gegen Flugzeuge um bis zu 20 Sekunden zu verzögern. Dadurch erhöhen sich die Verwendungsmöglichkeiten. Eine modernisierte Version 9M83M mit erhöhter Betriebszeit der Bord-Elektronik erreicht 120–150 km Reichweite und wird im Lenkwaffensystem S-300WM genutzt.
Das 47,5 Tonnen schwere Start- und Transportfahrzeug 9A83 transportiert vier 9M83-Raketen und ist mit einem Radar mit Zielbestrahlung ausgerüstet. Es führt den Start von zwei Raketen in einem Intervall von 1–2 Sekunden aus und führt sie zum Ziel. Das 47 Tonnen schwere Transport- und Ladungfahrzeug 9A85 transportiert vier Raketen und ist mit einem Ladekran ausgestattet. Es wird auch als Startplattform verwendet.

## Technische Daten
| System                                         | S-300W                                        |
| Lenkwaffe                                      | 9M83                                          |
| Einführungsjahr                                | 1988                                          |
| Einsatzdistanz bei Flugzeugbekämpfung          | 75 km (120–150 km für 9M83M)                  |
| Einsatzdistanz bei Raketenbekämpfung           | bis 40 km                                     |
| Einsatzhöhe bei Flugzeugbekämpfung             | 25.000 m                                      |
| Einsatzhöhe bei Raketenbekämpfung              | 25.000 m                                      |
| Zeit zum Herstellen der Feuerbereitschaft      | 5 min                                         |
| Reaktionszeit                                  | 15 s (7,5 für 9M83M)                          |
| Länge                                          | 7.900 mm                                      |
| Durchmesser                                    | 915 mm                                        |
| Spannweite                                     | 1.213 mm                                      |
| Startmasse                                     | 2.290 kg                                      |
| Masse der ersten Stufe                         | 1.077 kg                                      |
| Masse der zweiten Stufe                        | 1.213 kg                                      |
| Containermasse                                 | 690 kg                                        |
| Gefechtskopf                                   | 150 kg hochexplosiv/Splitter, Kegelwinkel 60° |
| Maximale Reichweite gegen ein 0,05-m²-Ziel-RCS | 30 km                                         |
| Minimal erfassbarer RCS                        | 0,02 m²                                       |